# Alleman (Iowa)
Alleman é uma cidade localizada no estado americano de Iowa, no Condado de Polk.

## Demografia
Segundo o censo americano de 2000, a sua população era de 439 habitantes. 
Em 2006, foi estimada uma população de 424, um decréscimo de 15 (-3.4%).

## Geografia
De acordo com o United States Census Bureau tem uma área de 
6,4 km², dos quais 6,4 km² cobertos por terra e 0,0 km² cobertos por água.

## Localidades na vizinhança
O diagrama seguinte representa as localidades num raio de 12 km ao redor de Alleman. 